# Krazy House
Krazy House is een Nederlandse komische horrorfilm uit 2024, geregisseerd en geschreven door Steffen Haars en Flip van der Kuil, met in de hoofdrollen Nick Frost, Kevin Connolly en Alicia Silverstone.

## Verhaal
De film speelt zich af in de jaren 1990. Wanneer Russische werklieden in het huis van Bernie gezochte criminelen blijken te zijn, dwingen ze Bernie en zijn familie het huis af te breken op zoek naar een oude verborgen buit. Bernie moet een oplossing zoeken om zichzelf te bevrijden en zijn tot slaaf gemaakte familie te redden, terwijl hij langzaam gek wordt.

## Rolverdeling
| Acteur             | Personage        |
| ------------------ | ---------------- |
| Nick Frost         | Bernie Christian |
| Alicia Silverstone | Eva Christian    |
| Jan Bijvoet        | Piotr Christian  |
| Gaite Jansen       | Sarah Christian  |
| Walt Klink         | Adam Christian   |
| Chris Peters       | Dmitri           |
| Matti Stooker      | Igor             |
| Kevin Connolly     | Jesus            |
| John Jones         | dokter White     |
| Victoria Koblenko  | Nadia            |
| Jacob Derwig       | officier Jansen  |
| Greg Shapiro       | officier Jack    |
| Lolu Ajayi         | politieagent     |
| Olly               | Angel            |

## Productie
De filmopnames gingen door in Amsterdam van januari tot half februari 2023.

## Release en ontvangst
Krazy House ging op 20 januari 2024 in première op het Sundance Film Festival in de Midnight-sectie. De film kreeg overwegend negatieve kritieken van de filmcritici, met een score van 22% op Rotten Tomatoes, gebaseerd op 18 beoordelingen.